# Długość Debye’a
W plazmie oraz elektrolicie, długość Debye’a (zwana też czasami promieniem Debye’a) jest typową odległością, jaką potrzebuje plazma do pełnego ekranowania naładowanej elektrycznie powierzchni. Sfera Debye’a to obszar o promieniu równym długości Debye’a, wewnątrz którego rozciąga się strefa wpływu, a na zewnątrz którego strefa ekranowania elektrycznego. Nazwa pochodzi od nazwiska Petera Debye, holenderskiego chemika.
Pojęcie długości Debye’a odgrywa ważną rolę w fizyce plazmy, elektrolitów i koloidów (teoria DLVO).

## Przyczyny fizyczne
Długość Debye’a pojawia się naturalnie w termodynamicznym opisie dużych systemów poruszających się ładunków. W układzie {\displaystyle N} różnych rodzajów ładunków, {\displaystyle j}-ty rodzaj przenoszący ładunek {\displaystyle q_{j}} posiada w położeniu {\displaystyle \mathbf {r} } koncentrację {\displaystyle n_{j}(\mathbf {r} ).} Nawiązując do tak zwanego „modelu prymitywnego”, ładunki te rozprowadzane są w ciągłym ośrodku charakteryzowanym tylko przez ich względną przenikalność elektryczną {\displaystyle \varepsilon _{r}.}
Rozkład ładunków w ośrodku daje potencjał elektryczny {\displaystyle \Phi (\mathbf {r} ),} spełniający równanie różniczkowe Poissona:
{\displaystyle \nabla ^{2}\Phi (\mathbf {r} )=-{\frac {1}{\varepsilon _{r}\varepsilon _{0}}}\,\sum _{j=1}^{N}q_{j}\,n_{j}(\mathbf {r} ),}
gdzie:
{\displaystyle \varepsilon _{0}} – przenikalność elektryczna.
Wolne ładunki nie tylko powodują powstawanie potencjału {\displaystyle \Phi (\mathbf {r} ),} ale również poruszają się pod wpływem siły Coulomba {\displaystyle -q_{j}\,\nabla \Phi (\mathbf {r} ).}
Jeżeli teraz założymy, że system znajduje się w równowadze termodynamicznej, z bezwzględną temperaturą rezerwuaru termicznego równą {\displaystyle T,} wówczas koncentracja dyskretnych ładunków, {\displaystyle n_{j}(\mathbf {r} ),} może być rozważana jako uśrednienie termodynamiczna, a powiązany potencjał elektryczny można rozważać jako pole termodynamiczne.
Z powyższymi założeniami, koncentracja {\displaystyle j}-tego rodzaju ładunków opisana jest rozkładem Boltzmanna
{\displaystyle n_{j}(\mathbf {r} )=n_{j}^{0}\,\exp \left(-{\frac {q_{j}\,\Phi (\mathbf {r} )}{k_{B}T}}\right),}
gdzie:
{\displaystyle k_{B}} – stała Boltzmanna,
{\displaystyle n_{j}^{0}} – średnia koncentracja ładunków rodzaju {\displaystyle j}-tego.

## Typowe wartości
W plazmie kosmicznej, gdzie gęstość elektronów jest bardzo mała, długość Debye’a może osiągać makroskopowe rozmiary, jak np. w magnetosferze, wietrze słonecznym, ośrodku międzyplanetarnym oraz międzygalaktycznym:
| Plazma                    | Gęstość ne (m−3) | Temperatura elektronów T (K) | Pole magnetyczne B (T) | Długość Debye’a λD (m) |
| ------------------------- | ---------------- | ---------------------------- | ---------------------- | ---------------------- |
| Jądro Słońca              | 1032             | 107                          | –                      | 10−11                  |
| Tokamak                   | 1020             | 108                          | 10                     | 10−4                   |
| Wyładowanie gazowe        | 1016             | 104                          | –                      | 10−4                   |
| Jonosfera                 | 1012             | 103                          | 10−5                   | 10−3                   |
| Magnetosfera              | 107              | 107                          | 10−8                   | 102                    |
| Wiatr słoneczny           | 106              | 105                          | 10−9                   | 10                     |
| Ośrodek międzygwiezdny    | 105              | 104                          | 10−10                  | 10                     |
| Ośrodek międzygalaktyczny | 1                | 106                          | –                      | 105                    |
| Źródło                    |                  |                              |                        |                        |

Hannes Alfvén podkreślił, że „w rozrzedzonej plazmie, zlokalizowane obszary ładunku mogą powodować ogromne spadki napięcia na odległości rzędu dziesiątek długości Debye’a. Regiony takie nazywane są elektrycznymi warstwami podwójnymi. Elektryczne warstwa podwójna (plazma) jest najprostszym mechanizmem dystrybucji ładunków w kosmosie. Zachodzi w niej spadek potencjału i wygaszenie pola elektrycznego po każdej ze stron. W laboratorium, warstwy podwójne studiowane są od pół wieku, ale ich rola w przestrzeni kosmicznej nie została rozpoznana”.

## Długość Debye’a w plazmie
W plazmie, ośrodek otaczający może być potraktowany jako próżnia {\displaystyle (\varepsilon _{r}=1),} a wtedy długość Debye’a wyniesie
{\displaystyle \lambda _{D}={\sqrt {\frac {\varepsilon _{0}k_{B}/q_{e}^{2}}{n_{e}/T_{e}+\sum _{ij}j^{2}n_{ij}/T_{i}}}},}
gdzie:
{\displaystyle \lambda _{D}} – długość Debye’a,
{\displaystyle \varepsilon _{0}} – przenikalność elektryczna próżni,
{\displaystyle k_{B}} – stała Boltzmanna,
{\displaystyle q_{e}} – ładunek elektronu,
{\displaystyle T_{e}} oraz {\displaystyle T_{i}} – temperatury odpowiednio elektronów i jonów,
{\displaystyle n_{e}} – gęstość elektronów,
{\displaystyle n_{ij}} – gęstość rodzajów atomów {\displaystyle i,} z dodatnim jonowym ładunkiem {\displaystyle jq_{e}.}
Wyrażenie jonowe jest często pomijane, co daje uproszczenie do
{\displaystyle \lambda _{D}={\sqrt {\frac {\varepsilon _{0}k_{B}T_{e}}{n_{e}q_{e}^{2}}}},}
aczkolwiek, jest to tylko dopuszczalne, gdy ruchliwość jonów jest zaniedbywalna w stosunku do skali procesu.

## Długość Debye’a w elektrolicie
W elektrolicie lub w roztworze koloidalnym, długość Debye’a jest z reguły oznaczana jako {\displaystyle \kappa ^{-1}}
{\displaystyle \kappa ^{-1}={\sqrt {\frac {\varepsilon _{r}\varepsilon _{0}k_{B}T}{2N_{A}e^{2}I}}},}
gdzie:
{\displaystyle I} – siła jonowa elektrolitu, mierzona w jednostkach mol/m³,
{\displaystyle \varepsilon _{0}} – przenikalność elektryczna próżni,
{\displaystyle \varepsilon _{r}} – względna przenikalność elektryczna,
{\displaystyle k_{B}} – stała Boltzmanna,
{\displaystyle T} – temperatura absolutna w kelwinach,
{\displaystyle N_{A}} – stała Avogadra,
{\displaystyle e} – ładunek elementarny.
lub dla symetrycznego, monowalencyjnego elektrolitu
{\displaystyle \kappa ^{-1}={\sqrt {\frac {\varepsilon _{r}\varepsilon _{0}RT}{2\times 10^{3}F^{2}C_{0}}}},}
gdzie:
{\displaystyle R} – stała gazowa,
{\displaystyle F} – stała Faradaya,
{\displaystyle C_{0}} – koncentracja molowa elektrolitu.
Alternatywnie
{\displaystyle \kappa ^{-1}={\frac {1}{\sqrt {8\pi \lambda _{B}N_{A}I}}},}
gdzie:
{\displaystyle \lambda _{B}} – długość Bjerruma ośrodka.
Dla wody w temperaturze pokojowej, {\displaystyle \lambda _{B}\approx 0{,}7{\text{nm}}.}
Rozważając mieszankę wody z elektrolitem 1:1 w temperaturze pokojowej, mamy
{\displaystyle \kappa ^{-1}(\mathrm {nm} )={\frac {0{,}304}{\sqrt {I(\mathrm {M} )}}},}
gdzie:
{\displaystyle \kappa ^{-1}} – długość w nanometrach [nm],
{\displaystyle I} – siła jonowa wyrażona w stężeniu molowym [M] lub [mol/L].

## Długość Debye’a w półprzewodnikach
Długość Debye’a staje się coraz bardziej znacząca w modelowaniu urządzeń z materiałów stałych, jak usprawnienia w litografii, gdzie możliwe stają się mniejsze geometrie.
Długość Debye’a dla półprzewodników jest dana
{\displaystyle L_{D}={\sqrt {\frac {\varepsilon _{\mathrm {Si} }k_{B}T}{q^{2}N_{d}}}},}
gdzie:
{\displaystyle \varepsilon _{Si}} – stała dielektryczna,
{\displaystyle k_{B}} – stała Boltzmanna,
{\displaystyle T} – temperatura w kelwinach,
{\displaystyle q} – ładunek elementarny,
{\displaystyle N_{d}} – gęstość domieszek (zarówno donatorów jak akceptorów).
Kiedy profil domieszek przekracza długość Debye’a, zachowanie większości nośników nie odpowiada już rozkładowi domieszek. Zamiast tego, pomiar profilu gradientu domieszek daje profil „efektywny”, który lepiej odpowiada profilowi gęstości nośników.
W kontekście półprzewodników, długość Debye’a jest również nazywana długością ekranowania Thomasa-Fermiego.